# Balee (Glumpang Tiga)
Balee is een bestuurslaag in het regentschap Pidie van de provincie Atjeh, Indonesië. Balee telt 404 inwoners (volkstelling 2010).